# 喀什东路街道
喀什东路街道，是中华人民共和国新疆维吾尔自治区乌鲁木齐市新市区下辖的一个乡镇级行政单位。

## 行政区划
喀什东路街道下辖以下地区：
铁桥社区、五建社区、新兴社区、四平路社区、汇园社区、喀什东路社区、晨光社区、乌东站社区和文轩社区。